# 神奇四侠系列电影
漫威漫画创作的虚构超级英雄组合神奇四侠自诞生以来已经在四部电影中出现过，这些电影均以4位主角为核心，分别是李德·理查斯、苏珊·斯通、本·格里姆和强尼·史東，主要讲述的就是他们如何适应自己的超能力，并且加以利用行侠仗义的故事。
康斯坦丁影業于1980年代中期买下了将这些角色搬上大银幕的版权，1992年还制作了一部低成本电影来保持版权。2004年，随着与二十世纪福斯达成分销协议，第二部神奇四侠电影进入制作。《神奇四侠》于2005年发行，其续集《神奇四侠：银魔现身》于2007年发行。两部电影在影评人处获得的评价都不理想，但全球票房却突破了6亿美元。由于二十世纪福斯对《神奇四侠：银魔现身》的商业回报感到失望，因此下一部续集和银色冲浪手衍生电影的拍摄都被搁置起来。不过事情之后又有了转机，一部重启作品在2009年被宣布開發後，于2015年8月6日上映。但該重启作的票房和口碑皆不佳，更成為了票房炸彈，也遭受了影評人和觀眾的大量負評，甚至連导演自身亦批評了這部作品，本來計劃在2017年6月9日上映的續集因而被擱置。2019年3月21日，隨著迪士尼收購21世紀福斯，神奇四俠的電影改編版權重新回歸漫威影業，一部屬於漫威電影宇宙第六階段的新重启電影《驚奇4超人：第一步》預定於2025年7月25日上映。
被迪士尼收購後，20世紀福斯製作的神奇四俠電影和X戰警電影在Disney+上更名為「Marvel Legacy」電影，從而區分這些電影和漫威影業製作的漫威電影宇宙系列電影。

## 电影

### 《神奇四侠》（1994）
康斯坦丁影业的伯纳德·艾辛格于1986年从漫威漫画买下了神奇四侠的电影版权。根据双方的协议，如果到1992年结束时艾辛格还没有拍出一部包含这些角色的电影，那么他将失去相应的版权。于是他请罗杰·科曼的公司制作一部低成本电影。1994年，《神奇四侠》在电影院放映了预告片，演员和导演还参加了巡回宣传活动，但影片本身却一直都没有正式发行。该片被指控为一部“垃圾桶副本”，意思是这部电影的制作只是为了保留版权。斯坦·李和制片人伯纳德·艾辛格表示演员们并不知情，他们都相信自己真是在一部会上映的电影中演出。漫威后来付了一笔数额未知的款项来买下相应权利，以便二十世纪福斯可以开始制作高成本版本电影。虽然本片从未在电影院或家用媒体上发行，但还是可以在一些盗版经销商那里获得。影片讲述了四名宇航员在实验性的飞船中受到来自慧星的宇宙射线轰击，并在这一过程中获得了一些神奇能力的故事。

### 蒂姆·斯托瑞执导系列

#### 《神奇四侠》（2005）
1997年，彼得·西格尔（Peter Segal）参与了克里斯·哥伦布和迈克尔·法兰斯撰写的一个剧本项目，他其後在年末退出。菲利普·莫顿（Phillip Morton）和山姆·汉姆于1998年对剧本进行了改写，拉加·高斯内尔在次年签约出任导演。制片人阿维·阿拉德称这个剧本是“有史以来最大的情景喜剧”，结果导致公司担心这会发展成一部坎普风的动作喜剧冒险电影。当时身为制片人之一的哥伦布表示，电影开拍的延误主要是由于成本上的问题：“其中一份评估预计（预算将）高达2.8亿美元，因为每次这四个角色出现在一个镜头中，就要花掉10万美元。”二十世纪福斯觉得制作与否还取决于《X战警》能否获得票房上的成功。《X战警》的制片人拉尔夫·温特于2000年4月加入了这个项目，公司于2000年8月宣布影片计划在2001年7月4日上映。之后高斯内尔决定接拍《史酷比》而离开，公司于2001年4月宣布佩顿·里德将接过导演一职。里德打算将电影的时代背景放在神奇四侠漫画作品刚出版时的1960年代太空竞赛时期，但他其後也退出了剧组。2004年，蒂姆·斯托瑞获聘执导，他对神奇四侠彼此并不是很合得来但却又是一家人这种角度很有兴趣。电影于2004年8月开始在加拿大的温哥华展开制作，之后的一些重拍一直持续到了2005年5月。影片于2005年7月8日上映。
《神奇四侠》講述里德·理查斯、苏珊·斯通、本·格里姆和强尼·斯通共同前往贊助人馮·杜姆的太空站，卻在到达后因计算上出现错误而意外受到了太空风暴的轰击，被一种非常特殊的辐射進入了體內，各自擁有了神奇的超能力。這場事故導致杜姆被董事會罷免並失去財產，其餘四人因此面臨杜姆的報復。

#### 《神奇四侠：银魔现身》（2007）
由于《神奇四侠》的全球票房达到3.3亿美元，二十世纪福斯于2005年12月请导演蒂姆·斯托瑞和编剧马克·弗罗斯特回归拍摄续集另外还请了唐·佩恩共同编写剧本。本片的主体拍摄工作于2006年8月28日在温哥华展开，并在2007年6月15日上映。
《神奇四侠：银魔现身》基于史丹·李和杰克·科比所創作的神奇四俠漫畫故事線《行星吞噬者三部曲》，灵感來自華倫·艾利斯所創作的《最终灭绝》。電影引出了银色冲浪手，其宇宙能量对地球產生了影响，并在世界各地形成神秘的坑洞。美国陆军聘請神奇四侠去帮忙阻止银色冲浪手，上一集中被打败後想获得银色冲浪手能力的杜姆博士亦来帮忙。神奇四侠发现银色冲浪手的动机和目的後再次打败了杜姆，其后决定帮助银色冲浪手面对他的邪恶主人。
由于二十世纪福斯对续集的票房表现感到失望，因此下一部续集和银色冲浪手衍生电影的拍摄都被搁置起来。

### 《神奇四侠》（2015）
2009年8月，二十世纪福斯宣布开始重启《神奇四侠》系列电影。阿齐瓦·高斯曼被聘请出任制片人，迈克尔·格林（Michael Green）出任编剧。2012年7月，公司请来乔什·特兰克担任导演，杰里米·斯莱特（Jeremy Slater）出任编剧。2013年2月马修·沃恩成为电影的制片人。2013年6月，赛斯·葛雷恩·史密斯被请来为电影的剧本润色。2014年1月開始選角，幾個月後宣布了演員陣容。主體拍攝於2014 年5月在路易斯安那州巴吞魯日開始，並於8月結束。影片于2015年8月7日上映。
電影負評如潮，成為了票房炸彈，更被公認為有史以來最差的電影之一，原本計劃的2017年續作亦於2015年11月被取消。

### 漫威電影宇宙
2019年3月21日，迪士尼收购21世纪福斯後，神奇四侠真人电影改编版权屬於漫威影业。

#### 《奇異博士2：失控多重宇宙》（2022）
「神奇先生」里德·理查兹在2022年電影《奇異博士2：失控多重宇宙》中客串，由约翰·卡拉辛斯基飾演。這部電影中的神奇先生是838號宇宙中一個超級英雄秘密組織「光明會」的成員之一，亦被提及是神奇四俠的一員，其後在抵抗入侵光明會基地的緋紅女巫時陣亡。

#### 《驚奇4超人：第一步》（2025）
2017年12月14日，華特迪士尼公司宣佈同意以524億美元收購二十一世紀福斯的大部分資產，迪士尼首席執行官羅伯特·艾格表示正在計劃將神奇四俠、X戰警及死侍整合至漫威電影宇宙。2019年3月，交易以713億美元的價格正式完成，福斯的子公司二十世紀福斯被納入迪士尼的事业部门華特迪士尼影業集團，福斯擁有的神奇四俠、X戰警及死侍等系列版權也一併收回到迪士尼旗下的漫威影業，這些角色亦將正式回歸漫威電影宇宙。7月21日，漫威影業於圣地亚哥国际漫画展的Hall H與行了發佈會，凱文·費吉在公佈大量關於漫威電影宇宙第四階段影視作品的消息後，確認了一部屬於漫威電影宇宙的神奇四俠電影正處於開發階段。2020年12月，迪士尼在投資者會議上宣佈電影將由《蜘蛛人：返校日》及《蜘蛛人：離家日》導演強·華茲執導。2022年4月，華茲辭去導演職務，並暫時停止執導超級英雄電影。

## 已取消項目

### 《末日博士》
在2017年的聖地亞哥國際漫畫展，諾亞·霍利表示自己正在開發一個圍繞著「末日博士」维克多·冯·杜姆的電影。據說丹·史蒂文斯亦參與了這部電影。2018年6月，霍利表示劇本已幾乎完成，但由於他執導的新電影《天空中的露西》即將上映，而且事實上迪士尼當時正在計劃收購福克斯，因此這部電影是否會落實拍攝存在“一點不確定性”。2019年3月，霍利透露自己仍然不確定項目是否會繼續，因為項目還未正式亮起綠燈，但他已經和凱文·費吉商議過。同年8月，霍利向外媒Deadline表示這部電影「已結束」，暗示自己將不會再繼續進行這個項目.。

### 《銀色衝浪手》
2018年2月，布莱恩·辛格正在開發一部銀色衝浪手電影。

## 主要演员
| 角色                      | 片名                               | 片名          | 片名                            | 片名                  | 片名                    |
| 角色                      | 《神奇四侠》                       | 《神奇四侠》  | 《神奇四侠：银魔现身》          | 《神奇四侠》 （重启） | 《神奇4俠：英雄第一步》 |
| ------------------------- | ---------------------------------- | ------------- | ------------------------------- | --------------------- | ----------------------- |
| 里德·理查斯 / 神奇先生    | 亚历克斯·海德-怀特                 | 艾恩·古福特   | 艾恩·古福特                     | 麥爾斯·泰勒           | 佩德羅·帕斯卡           |
| 苏·斯通·理查斯 / 隐形女侠 | 丽贝卡·斯塔巴                      | 洁西卡·艾巴   | 洁西卡·艾巴                     | 凱特·瑪拉             | 雲妮莎·卻比             |
| 强尼·斯通 / 霹雳火        | 杰伊·安德伍德                      | 克里斯·埃文斯 | 克里斯·埃文斯                   | 麥可·B·喬丹           | 喬瑟夫·昆恩             |
| 本·格里姆 / 石头人        | 迈克尔·贝利·史密斯 / 卡尔·赛法里奥 | 麦克·切克里斯 | 麦克·切克里斯                   | 占美·比爾             | 艾邦·摩斯-貝克許        |
| 末日博士                  | 约瑟夫·库尔普（Joseph Culp）                  | 祖利安·麦马汉 | 祖利安·麦马汉                   | 托比·凯贝尔           | 小勞勃·道尼             |
| 阿丽茜娅·玛斯特斯         | 凯特·格林（Kat Green）                      | 凯丽·华盛顿   | 凯丽·华盛顿                     |                       |                         |
| 银色冲浪手                |                                    |               | 道格·琼斯 劳伦斯·费许朋（配音） |                       | 茱莉亞·加納             |
| 弗兰基·雷伊               |                                    |               | 碧儿·加勒特                     |                       |                         |

## 迴響

### 票房表现
| 片名                   | 上映日期      | 上映日期      | 票房收入          | 票房收入          | 票房收入          | 排名             | 排名             | 预算      | 来源   |
| 片名                   | 全球          | 美国          | 美国              | 别国              | 全球              | 美国历史票房总榜 | 全球历史票房总榜 | 预算      | 来源   |
| ---------------------- | ------------- | ------------- | ----------------- | ----------------- | ----------------- | ---------------- | ---------------- | --------- | ------ |
| 《神奇四侠》           | 2005年7月8日  | 2005年7月8日  | 1亿5469万6080美元 | 1亿7588万3639美元 | 3亿3057万9719美元 | 175              | 180              | 1亿美元   | [ 41 ] |
| 《神奇四侠：银魔现身》 | 2007年6月15日 | 2007年6月15日 | 1亿3192万1738美元 | 1亿5712万6025美元 | 2亿8904万7763美元 | 249              | 229              | 1.3亿美元 | [ 42 ] |
| 合计                   | 合计          | 合计          | 2亿8661万7818美元 | 3亿3300万9664美元 | 6亿1962万7482美元 |                  |                  | 2.3亿美元 |        |

驚奇4超人系列電影於根據漫威漫畫角色改編的電影系列中，以北美3.42億美元及全球逾7.87億美元的成績名列票房排名第三，僅次於X戰警系列電影與漫威電影宇宙。

### 专业评价
| 片名                       | 烂蕃茄           | Metacritic     | CinemaScore |
| -------------------------- | ---------------- | -------------- | ----------- |
| 《神奇四侠》               | 33%（6篇评论）   |                |             |
| 《神奇四侠》（2005年電影） | 27%（203篇评论） | 40（35篇评论） | B           |
| 《神奇四侠：银魔现身》     | 37%（167篇评论） | 45（33篇评论） | B           |
| 《神奇四侠》(2015年電影)   | 9%（206篇评论）  | 27（40篇评论） | C-          |